# Neva Mkadala
Neva Mkadala – tanzański bokser, uczestnik Letnich Igrzysk Olimpijskich 1984.
Podczas igrzysk w Los Angeles, startował w wadze półśredniej. W pierwszej rundzie miał wolny los. W drugiej rundzie odpadł  po porażce z Peterem Okumu z Ugandy.